# Bruno Vogelmann
 (juillet 2024).
Bruno Vogelmann, né le 30 juillet 1909 à Heilbronn en Allemagne et mort le 8 juillet 2002, est un espérantiste allemand.

## Biographie

### Jeunesse
Bruno Vogelmann nait le 30 juillet 1909 à Heilbronn en Allemagne. En 1927, il passe son baccalauréat et commence ses études de théologie. Toutefois, il s’en désintéresse rapidement et rejoint les jeunesses communistes. Il quitte le domicile familial, devient ouvrier et militant anti-nazis. Après des études de pédagogie, il devient enseignant. En mars 1933, il perd son poste d’instituteur d’état. Il est arrêté et enfermé dans un camp de concentration. À sa sortie, il reprend la résistance, notamment en imprimant et distribuant des tracts. En 1934, il est de nouveau arrêté et passe presque quatre ans en prison et dans le camp de Welzheim.

## Œuvres
- (eo) Esperanto en komerco: Spertoj laŭ enketo ĉe komercaj entreprenoj, uzantaj regule Esperanto, 1962
- (eo) Avec F. Munniksma et al., Internacia komerca-ekonomia vortaro en naŭ lingvoj, 1974
- (eo) La nova realismo: La konsekvenco de la nova pensado, 1989
- (eo) Avec F. Munniksma et al., Internacia komerca-ekonomia vortaro en 11 lingvoj, 1990